# Аеродром Паро
Аеродром Паро је једини међународни аеродром у Бутану, а налази се 6 km од града Паро у долини истоимене реке на 2.237 m надморске висине. Због околних врхова високих 5.500 м аеродром Паро се сматра једном од најзахтевнијих на свету. Довољно говори чињеница да је до октобра 2009. само осам пилота било лиценцирано за слетање на овај аеродром. Ваздушни саобраћај на аеродрому је дозвољен само у добрим визуелним и метеоролошким условима те у времену од изласка до заласка сунца.
Осим аеродрома Паро, у Бутану постоје и аеродроми Бартхпалатханг и Јонгпхула.

## Карактеристике
Аеродром Паро има једну полетно-слетну стазу дужине 1.964 м. Аеродром има по један путнички и теретни терминал, те два хангара за авионе.
Аеродром је 2002. године имао путнички промет од 37.151 путника и 90.983 тона терета.

## Авио компаније и дестинације
Аеродром Паро је матично чвориште Драк ера. У августу 2010 непалски Буда ер је остао први међународни авио превозник који је почео да користи аеродром Паро за ваздушни саобраћај. У децембру 2011 Таши Ер је постала прва приватна компанија која је почела да користи аеродром.
| Аеродром Поро  | Аеродром Поро                                                                          | Аеродром Поро |
| Авио компанија | Дестинације                                                                            | Терминал      |
| -------------- | -------------------------------------------------------------------------------------- | ------------- |
| Буда ер        | Катманду                                                                               | међународни   |
| Драк ер        | Џакар, Трашиганг                                                                       | домаћи        |
| Драк ер        | Багдогра, Бомбај, Гаја, Гувахати, Калкута, Њу Делхи, Бангкок, Дака, Катманду, Сингапур | међународни   |
| Таши ер        | Џакар, Трашиганг                                                                       | домаћи        |
| Таши ер        | Бангкок, Колката                                                                       | међународни   |